# Liste der Naturdenkmale in Königsbrück
Die Liste der Naturdenkmale in Königsbrück nennt die Naturdenkmale in Königsbrück im sächsischen Landkreis Bautzen.

## Definition
„Naturdenkmäler sind rechtsverbindlich festgesetzte Einzelschöpfungen der Natur oder entsprechende Flächen bis zu fünf Hektar, deren besonderer Schutz erforderlich ist
1. aus wissenschaftlichen, naturgeschichtlichen oder landeskundlichen Gründen oder
2. wegen ihrer Seltenheit, Eigenart oder Schönheit.“

## Liste
Link zu einem Kartenansichtstool, um Koordinaten zu setzen.
| Bild | Bezeichnung                          | Lage                                           | Beschreibung | Datum | Nummer  |
| ---- | ------------------------------------ | ---------------------------------------------- | ------------ | ----- | ------- |
| BW   | Sicheldüne                           | Königsbrück (51° 15′ 48,5″ N, 13° 55′ 29,4″ O) |              |       | KM075   |
| BW   | Kirschberg                           | Königsbrück (51° 15′ 25,4″ N, 13° 54′ 29,5″ O) |              |       | KM085   |
| BW   | Auental/Westhang "Scheibischer Berg" | Königsbrück (51° 15′ 26,3″ N, 13° 54′ 43,7″ O) |              |       | KM086   |
| BW   | Scheibischer Berg/Sauebbe            | Königsbrück (51° 15′ 29,1″ N, 13° 55′ 11,3″ O) |              |       | KM087   |
| BW   | Scheibe                              | Gräfenhain (51° 15′ 18,6″ N, 13° 55′ 9,6″ O)   |              |       | KM088   |
| BW   | Klingflußquelle                      | Gräfenhain (51° 15′ 1,7″ N, 13° 54′ 51,8″ O)   |              |       | KM089   |
| BW   | Steinberg                            | Gräfenhain (51° 15′ 20,5″ N, 13° 55′ 50,2″ O)  |              |       | KM090   |
| BW   | Zaukenbuschwiese                     | Gräfenhain (51° 14′ 49,8″ N, 13° 56′ 22″ O)    |              |       | KM093   |
| BW   | Hofeberg                             | Gräfenhain (51° 14′ 22,6″ N, 13° 55′ 35″ O)    |              |       | KM101   |
| BW   | Hangwald Gräfenhain                  | Gräfenhain (51° 15′ 0,5″ N, 13° 55′ 41,4″ O)   |              |       | KM149   |
| BW   | Hangwald Gräfenhain                  | Gräfenhain (51° 14′ 57,6″ N, 13° 55′ 43″ O)    |              |       | KM149   |
| BW   | Flüsterallee                         | Königsbrück (51° 15′ 37,5″ N, 13° 54′ 34,7″ O) |              |       | A/B-018 |
| BW   | Kiefer an der Gräfenhainer Mühle     | Gräfenhain (51° 15′ 23,1″ N, 13° 55′ 19,8″ O)  |              |       | B-013   |
| BW   | Bergahorn am Kunathsberg             | Königsbrück (51° 16′ 5,9″ N, 13° 54′ 14,4″ O)  |              |       | B-018   |
| BW   | Eiche an der Bohraer Straße          | Röhrsdorf (51° 17′ 48,6″ N, 13° 50′ 21,1″ O)   |              |       | B-027   |
| BW   | Eiche auf der Marienhöhe             | Röhrsdorf (51° 17′ 41,7″ N, 13° 48′ 35,1″ O)   |              |       | B-031   |
| BW   | Eiche Nähe Nussberg                  | Röhrsdorf (51° 17′ 34,8″ N, 13° 48′ 31,1″ O)   |              |       | B-032   |
| BW   | Börnchenquelle                       | Königsbrück (51° 15′ 33,5″ N, 13° 55′ 15,2″ O) |              |       | Q-003   |